# Olalla
Olalla es una localidad española del municipio de Calamocha, perteneciente a la provincia de Teruel, en la comunidad autónoma de Aragón. Está ubicada en la comarca del Jiloca.

## Historia
En el año 1248, por privilegio de Jaime I, este lugar se desliga de la dependencia de Daroca, pasando a formar parte de Sesma de Barrachina en la Comunidad de Aldeas de Daroca, que en 1838 fue disuelta.
Hacia mediados del siglo XIX, el lugar, por entonces con ayuntamiento propio, tenía contabilizada una población de 314 habitantes. Aparece descrito en el decimosegundo volumen del Diccionario geográfico-estadístico-histórico de España y sus posesiones de Ultramar de Pascual Madoz de la siguiente manera:

OLALLA: l. con ayunt. en la prov. de Teruel (9 leg.), part. jud. de Calamocha (2), dióc. y aud. terr. de Zaragoza (14 1/2), y c. g. de Aragon. Está sit. á la der. del r. Pelarda y á la falda E. de los montes del mismo nombre: su clima es sano y no se conocen enfermedades especiales. Se compone de 75 casas de mediana construccion sin nada en ellas que merezca la atencion; tiene 1 escuela poco concurrida; 1 fuente muy próxima á la pobl., de cuyas aguas usan los vec. ; igl. parr. de segundo ascenso bajo a advocacion de Sta. Eulalia, servida por 1 cura de concurso y provision ordinaria, y 1 cementerio que en nada perjudica á la salud publica. Confina el term. por el N. con Valverde y Collados; E. Allueva; S. Cuntada y Nueros, y O. Lechago. El terreno en su mayor parte montuoso y abunda en manantiales de escelentes aguas, y en maderas y leña de rebollo y estepa. Los caminos conducen á los pueblos inmediatos, siendo los mas de herradura. El correo se recibe de la cab. del part. dos veces en la semana. prod.: trigo puro y morcacho, cebada y avena, lentejas, garbanzos, judias y guijos, todo de secano; hay ganado lanar y cabrio; caza menor y alguna mayor. pobl.: 78 vec., 314 alm. riqueza imp.: 49,452 rs.
(Madoz, 1849, pp. 227-228)

El municipio de Olalla desapareció en 1971, al ser incorporado junto con los de Collados, Cuencabuena, Cutanda, Lechago, Luco de Jiloca, Navarrete del Río, Nueros, El Poyo del Cid, Valverde y El Villarejo al término municipal de Calamocha.

## Naturaleza
En los alrededores de la localidad se encuentra uno de los bosques de sabina albar mejor conservados de Aragón, con varios ejemplares centenarios.

## Geografía humana

### Demografía
| Gráfica de evolución demográfica de Olalla entre 1842 y 1970 |
| |
| Población de derecho según los censos de población del INE Población de hecho según los censos de población del INEEntre el censo de 1981 y el anterior, este municipio desaparece porque se integra en el municipio 44050 (Calamocha) |

## Patrimonio
Cuenta con una torre de estilo mudéjar conocida como «Torre de la iglesia antigua».